# Саксонський сад
Саксонський сад (пол. Ogród Saski) — громадський сад площею 15.5 гектарів у центральній частині Варшави (Середмістя) (Польща), який виходить на Площу Маршала Юзефа Пілсудського. Це найстаріший громадський сад у місті. Заснований в кінці 17-го століття, сад був відкритий громадськості у 1727 як один з перших публічно доступних парків у світі.

## Історія
Спочатку Саксонський сад прилягав и складав одну територію із Варшавськими укріпленнями, «Фортечними валами Сигізмунда», та Палацом, побудованим у 1666 для впливового аристократа Яна Анджея Морштина. За часів правління короля Августа II сад був розширений та увійшов до складу «Саксонської Осі» — лінії парків і палаців, що зв'язують західні передмістя Варшави з річкою Віслою.
Парк суміжного Саксонського Палацу був відкритий громадськості 27 травня 1727. Це стало суспільним парком перед єдиним палацово-парковим комплексом Версальского палацу (1791), палацово-парковим музеєм-заповідником «Павловськ», палацово-парковими ансамблями Петергоф та Літній сад (1918), Віллою д'Есте (1920), садибою Кусково (1939), маєтком Стоурхед (1946), палацово-парковим ансамблем Сіссінгерст (1967), Стоу (1990), палацем Во-ле-Віконт (1990-ті), та більшістю інших всесвітньо відомих парків і садів.
Від самого початку парк, запланований у французькому стилі бароко, у XIX столітті було перетворено у Романтичний пейзажний парк англійського стилю. Зруйнований під час та після Варшавського повстання, був частково відновлений після Другої світової війни.

### Саксонський палац
Великий палацовий комплекс, спроектований за задумом Тільмана ван Гамерена та побудований тут між 1661 і 1664 роками для Яна Анджея Морштина. У 1669 році палац був перебудований і розширений. Основну кладку було посилено, дві галереї завершили двоповерховими павільйонами, які були додані до альковів палацу. У 1713 році будівлю придбав король Август II, який почав викуповувати навколишні фригольди та руйнувати будівлі. Реконструкція палацу та створення Саксонської осі пройшли три різні етапи: 1-й — з 1713 по 1720 роки за задумом Карла Фрідріха Пеппельмана та Йоахіма Даніеля фон Яуха, 2-й — до 1733 року і 3-й, завершальний, у 1748 році Августом III «Корпулентом». Палац був реконструйований у 1842 р. Під час Другої світової війни німецькі війська підірвали Саксонський палац після розвалу Варшавського повстання 1944 р.